# Eduardo Amorós
Eduardo Julio Amorós Lluch (* 25. April 1943 in Valencia; † 11. Januar 2023 ebenda) war ein spanischer Springreiter.

## Karriere
Eduardo Amorós gewann 1966 mit der spanischen Mannschaft den CSIO Rotterdam. Bei den Olympischen Sommerspielen 1976 in Montreal wurde er im Springreiten-Einzel mit seinem Pferd Limited Edition Zehnter. Im Mannschaftswettbewerb im Springreiten belegte er zusammen mit José María Rosillo, Alfonso Segovia und Luis Antonio Álvarez den sechsten Platz.